# Dobriner Land
Koordinaten: 52° 58′ 1,2″ N, 19° 19′ 58,8″ O
Das Dobriner Land ist eine polnische Landschaft am Ostufer der Weichsel. Es schließt südlich der Drewenz an das Kulmerland an und umfasst etwa den Powiat Lipnowski und den Powiat Rypiński. Der Name leitet sich von der Stadt Dobrin an der Weichsel ab. Es gehörte zu Kujawien. Im Spätmittelalter stellte es das Herzogtum Dobrin dar.

## Geschichte
Im Juli 1343 erhielt der polnische König Kasimir der Große vom Deutschen Orden im Frieden von Kalisch das Dobriner Land sowie  Kujawien. Im Gegenzug versprach er, in Zukunft keine Ansprüche mehr auf Pommerellen, das Kulmerland und das Michelauer Land zu erheben.

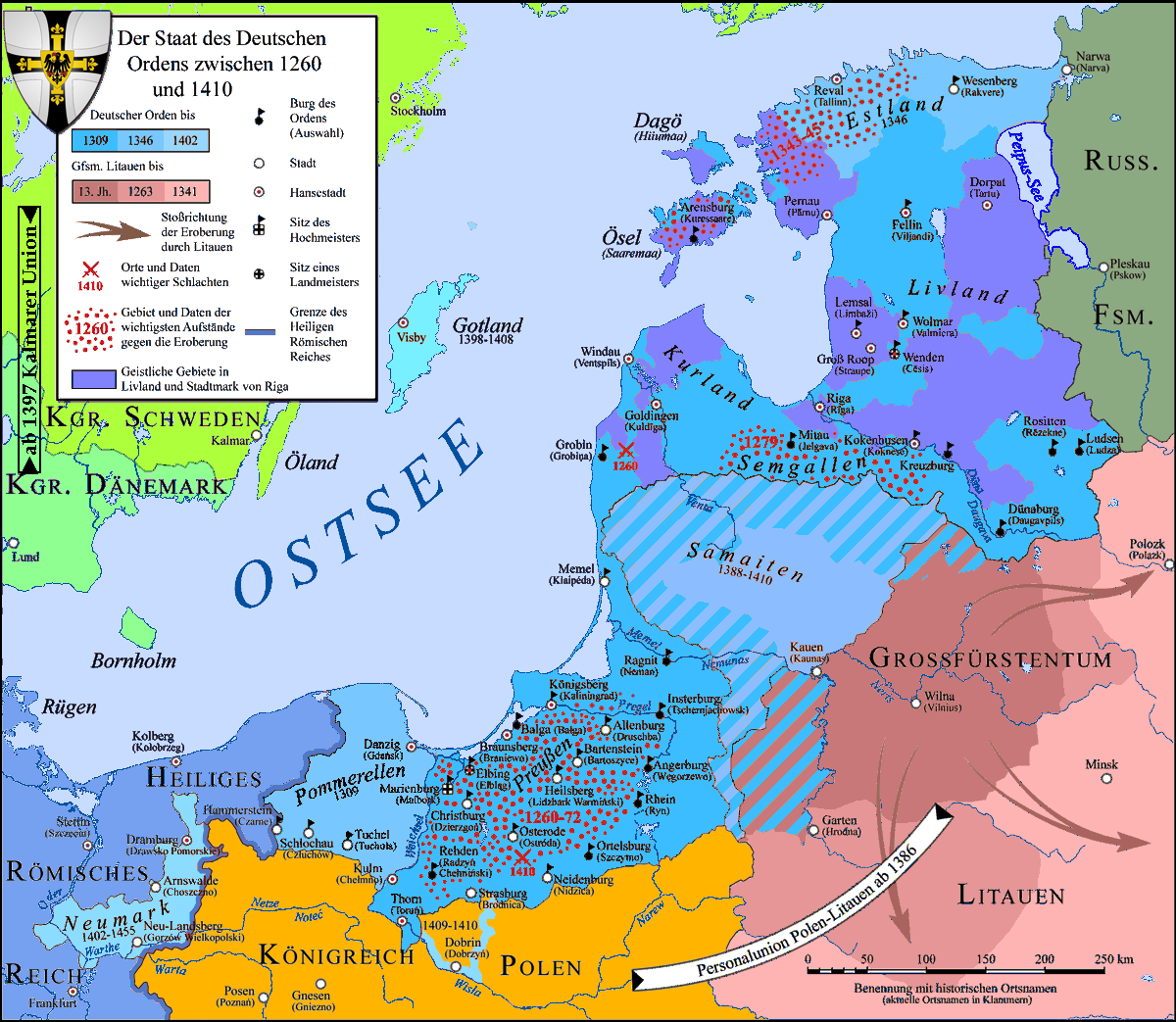
Das Dobriner Land auf einer Karte des Deutschen Ordens um 1410 (siehe Bildmitte unten)

Im Dobriner Land gab es eine kleine deutsche Minderheit. Laut polnischer Volkszählung von 1931 lebten hier 22.000 Deutsche.